# پت مارتینو
پت مارتینو (متولد ۲۵ اوت ۱۹۴۴) نوازنده و آهنگساز ایتالیایی-آمریکایی است که در پوشش سبک‌های متخلف از جمله پست-باپ، فیوژن، جاز، سول جاز و هارد باپ فعالیت می‌کند.

## زندگی‌نامه
مارتینو (با نام اصلی پت آزارا) در جنوب فیلادلفیا متولد شد. او در سن ۱۵ سالگی و پس از نقل مکان به نیویورک به صورت حرفه‌ای به نوازندگی روی آورد. مارتینو به همراه موسیقیدانانی مانند ویلیس جکسون و اریک کلوس کارهای نخستین خود را ضبط کرد. در دهه‌های ۱۹۶۰ و ۱۹۷۰ وی به عنوان گیتاریست با افراد متعددی همکاری داشته و پروژه شخصی خویش را نیز دنبال کرد.
در ۱۹۸۰ مارتینو متحمل جراحی سختی به علت عارضه آنوریسم شد. پس از این عمل جراحی وی دچار عوارضی شد از جمله این‌که حافظه خود را از دست داد و تنها خاطراتی از گیتار و فعالیت موسیقایی خود برایش به جای گذاشت. با کمک دوستان، رایانه و کارهای قبلی‌اش او حافظه خود را بازیافت، و بار دیگر نوازندگی گیتار را فرا گرفت.
جدیدترین آلبوم مارتینو به نام بار دیگر با هم هستیم به همراه جیل گلداستین در آوریل ۲۰۱۳ در ژاپن عرضه شد که نخستین عرضه او پس از ۲۰۰۶ به شمار می‌آید.